# 丘坦
丘坦（1564年—?），字坦之，号长孺，湖北麻城人。
丘齊雲之子。丘坦於嘉靖四十三年（1564年）出生，娶錦衣衛緹帥劉守有之女為妻，是劉承禧的妹夫。万历三十年（1602年），随同翰林院侍讲顾天竣出使朝鲜。万历三十四年（1606年）中武举人，官至海州（今江苏东海）参将。不久以病辭歸。性喜豪华，工書法，善吟詩，与李贽交往密切，曾與公安三袁在北京城西创立蒲桃社。卒年不詳。著有《北游稿》、《楚邱集》等。